# ヘーヒシュタット・アン・デア・アイシュ
ヘーヒシュタット・アン・デア・アイシュ（ドイツ語: Höchstadt an der Aisch、公式表記は Höchstadt a.d.Aisch）は、ドイツ連邦共和国バイエルン州ミッテルフランケンのエアランゲン＝ヘーヒシュタット郡に属す郡所属市。

## 地理

### 位置
このかつての郡庁所在都市は、シュタイガーヴァルトの周縁部、エアランゲンとバンベルクの間に位置する。

### 市の構成
本市は、公式には25の地区 (Ort) からなる。このうち小集落や孤立農場などを除く集落を以下に列記する。
| - アイラースバッハ - ビーンガルテン - ベーゼンベヒホーフェン - エッツェルスキルヒェン - フェルトシュヴィント - グライエンドルフ - グロイト | - グロースノイゼス - ヘーヒシュテット・アン・デア・アイシュ - ユンゲンホーフェン - キーフェルンドルフ - ラッパハ - メーヒェルヴィント | - メトバッハ - ナッケンドルフ - ザルテンドルフ - シュヴァルツェンバッハ - シュテルパースドルフ - ツェントベヒホーフェン |

## 歴史
この都市は、前史時代から知られたアイシュ川の渡渉地にその起源を持つ。 1003年にヘーヒシュタットは、シュヴァインフルト伯エッツィロからフルダ修道院への寄進物として初めて文献で言及される。
1300年頃、ヘーヒシュタットは都市権を獲得した。その後、市を取り囲んでいた防御柵は、最後には三重の環状の市壁へと発展した。渡河施設として、14世紀終わりに石橋が建設され、今日まで保存されている。このアイシュ川に架かる石橋は、1391年に初めて記録が残されている。
三十年戦争中の1633年、ヘーヒシュタットは、スウェーデン軍によって完全に破壊され、後に復興した。

## 行政

### 議会
ヘーヒシュタットの議会は、市長を含む25名からなる。

### 紋章
図柄: 銀地に赤い胸壁。斜めになった盾がつけられておりその図柄は銀地に赤い釣り針。壁の上に胸壁状の頂部を持つ円塔。塔の基部には金色の上部が丸くなった開口部があり、そこから銀の斜め帯付きの赤い爪を持つ黒い獅子が見える。

### 友好都市
- キャッスルバー （アイルランド、メイヨー県）
- クラニヒフェルト （ドイツ、テューリンゲン州）
- クラスノゴルスク （ロシア、モスクワ州）

### 郷土料理
ヘーヒシュタット周辺には多くの池があり、養殖業が盛んに営まれている。ここで養殖されたコイは、広く知られている。普通は、焼き魚や、「ブラウ」と呼ばれる煮魚料理にして供される。

## 経済と社会資本

### 地元の企業
ヘーヒシュタットにある重要な工業企業は、INA-Schaeffler KGの分工場である。INA-Schaeffler KGは、ベアリング製造においては世界的なリーディングカンパニーの一つである。ヘーヒシュタット工場では総数1,300人の従業員が働いている。1952年のこの会社は従業員わずか14人であった。
19世紀の終わりにこの地に根付いた靴産業も、現在では次第にその重要性を失っていった。Fortuna-Manz-Schuhfabrikは、2004年に隣接する自治体に移転してしまった。工場の建物は、工業の記念建造物として保存されている。今ではその周りをサービス業の施設や店舗（大きなコンサートホール、青年会議所、図書館、カフェ、自転車ホテルやレストラン）が取り囲んでいる。

## 人物

### 出身者
- 自然科学者のヨハン・バプチスト・フォン・シュピックスは、1781年2月9日にヘーヒシュタットで生まれた。
- ゲオルク・カール・シェッツェル: 1873年5月13日生まれ。1927年から1932年の帝国内閣で郵政大臣を務めた。
- レオンハルト・ロマイス: 1854年1月13日生まれ。ミュンヘン芸術学校教授。建築家。

## 見所
小さいながら美しく歴史のある旧市街には多くの絵になる風景や見所が点在している。たとえば、カトリック教会、泉とラートハウスのあるマルクト広場、シュピックス記念碑、郷土・シュピックス博物館、バロック様式の城、旧アイシュ橋、市塔、市立公園エンゲルガルテンのある美しいアイシュ川、歴史的な市壁、ヨーロッパ最大の地下室のネットワークをもつケラーベルクなどである。

## 文化
毎年アイシュ川沿いの草地で（2005年と2006年を除く）行われる、カルチャー週間、カルチャーナイト、あるいはヤング＆フリーは、ドイツ最大の学生の祭典で（2003年には4万人の学生が参加した）、ヘーヒシュタットで発展してきた。

## その他
- ヘーヒシュタットのアイシュ川は、ドイツで最後に発見されたUtricularia bremii（ヒメタヌキモの仲間）の生息地である。

## 引用
1. ↑  https://www.statistikdaten.bayern.de/genesis/online?operation=result&code=12411-003r&leerzeilen=false&language=de Genesis-Online-Datenbank des Bayerischen Landesamtes für Statistik Tabelle 12411-003r Fortschreibung des Bevölkerungsstandes: Gemeinden, Stichtag (Einwohnerzahlen auf Grundlage des Zensus 2011)
2. ↑  Bayerische Landesbibliothek Online